# Sexchikane (sang)
 For alternative betydninger, se Sexchikane. (Se også artikler, som begynder med Sexchikane)
"Sexchikane" er en sang af den danske pop/rockgruppe Shu-bi-dua. Den blev udgivet som single i 1992 og kom på albummet Shu-bi-dua 13 fra samme år. Sangen omhandler sexchikane set fra en mands synspunkt. Nummeret blev et kæmpe hit og var med til at bringe bandet tilbage på hitlisterne. Ved Danish Music Awards i 1993 blev den "Årets Dansk Hit". Den har siden været med på de fleste af gruppens opsamlingsalbums og blev spillet flittigt ved koncerter.

## Baggrund
Sangen blev skrevet på en melodi af den sydafrikanske sanger og sangskriver Miriam Makeba kaldet "Pata Pata" fra 1967, som havde opnået en 12. plads på den amerikanske Billboard Hot 100. Oprindelig havde bandet planlagt at sangen skulle omhandle roehøstere på Lolland med omkvædet "Vi hiver dem lige op af jorden / Vi kommer fra syden op til Norden". Sangen endte med at handle om sexchikane, som var begyndt at blive debatteret i begyndelsen af 1990'erne dog med det twist, at det her er mændene, der brokker sig over at blive taget på lårene, hvor det traditionelt har været kvinder, som har følt sig udsat for sexchikane.
Teksten handler om en postmedarbejder, hvis chef gør tilnærmelser og siger "Nu ska' vi frankere, og du ska' slikke". Herefter synges, at han trods flere job altid var udfordret af, at kvinder ville have hans krop.

## Musikvideo
Der blev indspillet en musikvideo til sangen. Den lagde ud med silhuetterne af bandets medlemmer, der synger det indledende kor, og silhuetten af en kvinde, der danser med månen som baggrund.
Herefter ses en postmedarbejder der, som teksten beskriver det, sorterer pakker og en kvindelig chef, der lægger an på ham. Det krydsklippes med bandet, der synger sangen. Til slut kommer en gruppe kvinder ind og overtager instrumenterne og skubber bandmedlemmerne væk.

## Liveoptrædener
Den 8. august 2004 spillede Shu-bi-dua sangen på Smukfest i Skanderborg i forbindelse med festivalens 25 års jubilæum-jubilæumskoncert, kaldet Danmarks Smukkeste Koncert, hvor det største danske hit fra hvert år festivalen havde eksisteret blev opført med de oprindelige grupper, som havde fremført sangen. "Sexchikane" blev spillet for året 1992.

## Spor
Normal udgave
1. "Familien Kom Til Kaffe" - 3:50
2. "Sexchikane" - 3:10

Lang udgave (Re-Mix)
1. "Sexchikane" - 5:30
2. "Kære Lone" - 2:35

## Medvirkende
Shu-bi-dua
- Michael Bundesen - vokal
- Michael Hardinger - guitar, baggrundsvokal
- Claus Asmussen - guitar, baggrundsvokal
- Kim Daugaard - elbas, baggrundsvokal
- Jørgen Thorup - keyboards, baggrundsvokal
- Peter Andersen - trommer, baggrundsvokal

Gæster
- Jacob Andersen - percussion
- Moussa Diallo - afrikansk rap
- Jens Haack - saxofon

Sangskrivere
- Miriam Makeba - melodi
- Shu-bi-dua - tekst

## Modtagelse
Allerede da teksten var skrevet var gruppen enig om, at den havde noget humor og noget grotesk, som gjorde, at den havde potentiale til at blive et hit. Bandet var i Aarhus for at præsentere albummet på en café, og da de hørte personalet gå og synge "Sexchikane" hele vejen op til Store Torv, var de overbevist om, at sangen ville blive et hit.
Nummeret blev et kæmpe hit og blev årets mest populære sang på Dansktoppen det år. Sangens popularitet var med til at gøre Shu-bi-dua 13 til det bedst sælgende album i Danmark i 1992 med 240.000 solgte eksemplarer. Det har solgt over 300.000 eksemplarer, og sangen var med til at igangsætte endnu en storhedstid for bandet.
Gruppen modtog prisen for "Årets Dansk Hit" for "Sexchikane" ved Danish Music Awards i 1993.
Ved Dansk Melodi Grand Prix 2019 medvirkede gruppen Humørekspressen med sangen "Dronning af Baren", hvis indledning blev sammenlignet med "Sexchikane".